# 대한민국의 천연기념물 (제501호 ~ 제600호)
다음은 대한민국 천연기념물의 일람이다. 취소선이 쳐져 있는 것은 천연기념물에서 해제된 것이다.
천연기념물은 동물·식물·지질·광물과 천연보호지역으로 구분된다. 천연기념물로 지정할 수 있는 자연물은 한국 특유의 이름있는 서식지 및 생장지·석회암지대·사구·동굴·건조지·습지·하천·온천·호수·도서, 학술적인 가치가 큰 나무, 원시림, 고산식물지대, 중요한 화석 표본 등이다. 천연보호지역은 보호해야 할 천연기념물이 풍부한 일정 규역을 설정한다. 전라남도 홍도, 강원도 설악산, 제주도 한라산, 그 밖에 대암산·대우산·향로봉 등이 천연보호구역이다
1933년 천연기념물 제도가 시행된 후 총 155가지가 지정되었고, 이를 1962년 재정비하는 과정에서 많은 수가 해제되었다. 2008년 천연기념물 명칭 기준이 바뀌어서 각 천연기념물의 공식 명칭이 크게 변했다.

## 지정 목록

### 제501호 ~ 제600호
| 번호  | 사진 | 명칭 | 소재지                                                          | 관리자 (단체)                               | 지정일                                                             | 참조 |
| 501호 |      | 군산 말도 습곡구조 (群山 말도 습곡구조) (Fold Structure on Maldo Island, Gunsan) | 전북 군산시 옥도면 말도리 산90-1 등                             | 전라북도 군산시                             | 2009년 6월 9일 지정                                                |      |
| 502호 |      | 강화 참성단 소사나무 (江華 塹城壇 소사나무) (Turczaninow Hornbeam of Chamseongdan Altar, Ganghwa) | 인천 강화군 화도면 문산리 산55 (참성단 내)                      | 인천광역시 강화군                           | 2009년 6월 9일 지정                                                |      |
| 503호 |      | 고창 교촌리 멀구슬나무 (高昌 校村里 멀구슬나무) (Bead Tree of Gyochon-ri, Gochang) | 전북 고창군 고창읍 중앙로 245, 내 (교촌리, 고창군청)            | 전라북도 고창군                             | 2009년 9월 16일 지정                                               |      |
| 504호 |      | 화성 융릉 개비자나무 (華城 隆陵 개비자나무) (Korean Plum-yem of Yungneung Royal Tomb, Hwaseong) | 경기 화성시 효행로481번길 21, 융릉재실 내 (안녕동)              | 문화재청                                    | 2009년 9월 16일 지정                                               |      |
| 505호 |      | 진도 동거차도 구상 페페라이트 (珍島 동거차도 球狀 페페라이트) (Orbicular Peperite on Donggeochado Island, Jindo) | 전남 진도군 조도면 동거차도리 산1-4 등                          | 전라남도 진도군                             | 2009년 10월 9일 지정                                               |      |
| 506호 |      | 서울 영휘원 산사나무 (서울 永徽園 산사나무) (Large Chinese Hawthorn of Yeonghwiwon Royal Tomb, Seoul) | 서울 동대문구 청량리 2동 205 (영휘원 내)                        | 문화재청                                    | 2009년 10월 15일 지정, 2015년 3월 12일 해제, 문화재로서의 가치상실 |      |
| 507호 |      | 옹진 백령도 남포리 습곡구조 (甕津 白翎島 南浦里 褶曲構造) (Fold Structure in Nampo-ri, Baengnyeongdo Island, Ongjin) | 인천 옹진군 백령면 남포리 산282-1 외                            | 인천광역시 옹진군                           | 2009년 11월 10일 지정                                              |      |
| 508호 |      | 옹진 소청도 스트로마톨라이트 및 분바위 (甕津 小靑島 스트로마톨라이트 및 분바위) (Stromatolite and Bunbawi Rock on Socheongdo Island, Ongjin)                                                                                       | 인천 옹진군 대청면 소청리 산55-3 외                             | 인천광역시 옹진군                           | 2009년 11월 10일 지정                                              |      |
| 509호 |      | 정선 산호동굴 (旌善 산호 洞窟) (Sanhodonggul Cave, Jeongseon) | 강원 정선군 여량면 여량리 산1외                                 | 강원특별자치도 정선군                       | 2009년 12월 15일 지정                                              |      |
| 510호 |      | 평창 섭동굴 (平昌 섭 洞窟) (Seopdonggul Cave, Pyeongchang) | 강원 평창군 평창읍 주진리 산120외                               | 강원특별자치도 평창군                       | 2009년 12월 15일 지정                                              |      |
| 511호 |      | 태안 내파수도 해안지형 (泰安 내파수도 海岸地形) (Coastal Topography on Naepasudo Island, Taean) | 충남 태안군 안면읍 승언리 산3289 외                             | 충청남도 태안군                             | 2009년 12월 11일 지정                                              |      |
| 512호 |      | 경산 대구 가톨릭대학교 스트로마톨라이트 (慶山大邱가톨릭대학교 스트로마톨라이트) (Stromatolite at the Catholic University of Daegu, Gyeongsan)                                                                                      | 경북 경산시 하양읍 금락리 300-1                                 | 경상북도 경산시                             | 2009년 12월 11일 지정                                              |      |
| 513호 |      | 제주 수월봉 화산쇄설층 (Pyroclastic Deposit on Suwolbong Tuff Cone, Jeju) | 제주 제주시 한경면 고산리 산3616-1 외                           | 제주특별자치도                              | 2009년 12월 11일 지정                                              |      |
| 514호 |      | 영덕 도천리 도천숲 (盈德 道川里 도천숲) (Docheonsup Forest in Docheon-ri, Yeongdeok) | 경북 영덕군 남정면 도천리 75                                    | 경상북도 영덕군                             | 2009년 12월 30일 지정                                              |      |
| 515호 |      | 나주 송죽리 금사정 동백나무 (羅州 松竹里 錦沙亭 冬柏나무) (Common Camellia of Geumsajeong Pavilion in Songjuk-ri, Naju) | 전남 나주시 왕곡면 송죽리 130(금사정錦社亭)                     | 전라남도 나주시                             | 2009년 12월 30일 지정                                              |      |
| 516호 |      | 나주 상방리 호랑가시나무 (羅州 上方里 호랑가시나무) (Horned Holly of Sangbang-ri, Naju) | 전남 나주시 공산면 상구길 28 (상방리)                           | 전라남도 나주시                             | 2009년 12월 30일 지정                                              |      |
| 517호 |      | 제주 물장오리 오름 (濟州 물장오리 오름) (Muljangorioreum Volcanic Cone, Jeju) | 제주 제주시 봉개동 산78-38번지 등                               | 제주특별자치도                              | 2010년 10월 28일 지정                                              |      |
| 518호 |      | 보은 용곡리 고욤나무 (報恩 용곡리 고욤나무) (Date Plum of Yonggok-ri, Boeun) | 충북 보은군 회인면 용곡리 산97 등                               | 충청북도 보은군                             | 2010년 11월 22일 지정                                              |      |
| 519호 |      | 영양 무창리 산돌배 (英陽 무창리 산돌배) (Sand Pear of Muchang-ri, Yeongyang) | 경북 영양군 영양읍 무창리 372                                   | 경상북도 영양군                             | 2010년 11월 22일 지정                                              |      |
| 520호 |      | 강릉 방동리 무궁화 (江陵 방동리 무궁화) (Rose of Sharon of Bangdong-ri, Gangneung) | 강원 강릉시 사천면 가마골길 22-8 (방동리)                       | 강원특별자치도 강릉시                       | 2011년 1월 13일 지정                                               |      |
| 521호 |      | 옹진 백령도 연화리 무궁화 (甕津 白翎島 蓮花里 無窮花) (Rose of Sharon of Yeonhwa-ri, Baengnyeongdo Island, Ongjin) | 인천 옹진군 백령면 중화길 230-7, 외 (연화리)                    | 인천광역시 옹진군                           | 2011년 1월 13일 지정                                               |      |
| 522호 |      | 청주 연제리 모과나무 (Quince of Yeonje-ri, Cheongwon) | 충북 청주시 오송읍 연제리 647                                   | 충청북도 청주시                             | 2011년 1월 13일 지정                                               |      |
| 523호 |      | 제주 도련동 귤나무류 (Mandarin Orange Trees of Doryeon-dong, Jeju) | 제주 제주시 도련6길 21, 외 (도련일동)                           | 제주특별자치도                              | 2011년 1월 13일 지정                                               |      |
| 524호 |      | 창녕 우포늪 천연보호구역 (Uponeup Wetland Natural Reserve, Changnyeong) | 경남 창녕군 유어면, 이방면, 대합면 일원                         | 경상남도 창녕군                             | 2011년 1월 13일 지정                                               |      |
| 525호 |      | 신안 작은대섬 응회암과 화산성구조 (新安 작은대섬 응회암과 화산성구조) (Tuff and Volcanogenic Structure on Jageundaeseom Island, Sinan)                                                                                             | 전남 신안군 비금면 내월리 산278                                 | 전라남도 신안군                             | 2011년 1월 13일 지정                                               |      |
| 526호 |      | 제주 사계리 용머리해안 (濟州 사계리 용머리해안) (Yongmeori Coast in Sagye-ri, Jeju) | 제주 서귀포시 안덕면 사계남로216번길 24-32 (사계리)             | 제주특별자치도                              | 2011년 1월 13일 지정                                               |      |
| 527호 |      | 의성 빙계리 얼음골 (義城 빙계리 얼음골) (Eoreumgol Ice Valley in Binggye-ri, Uiseong) | 경북 의성군 춘산면 빙계리 산70                                  | 경상북도 의성군                             | 2011년 1월 13일 지정                                               |      |
| 528호 |      | 밀양 만어산 암괴류 (密陽 만어산 암괴류) (Block Stream in Maneosan Mountain, Miryang) | 경남 밀양시 삼랑진읍 만어로 776 (용전리)                        | 경상남도 밀양시                             | 2011년 1월 13일 지정                                               |      |
| 529호 |      | 양양 오색리 오색약수 (襄陽 오색리 오색약수) (Osaegyaksu Mineral Water in Osaek-ri, Yangyang) | 강원 양양군 서면 오색리                                         | 강원특별자치도 양양군                       | 2011년 1월 13일 지정                                               |      |
| 530호 |      | 홍천 광원리 삼봉약수 (洪川 광원리 삼봉약수) (Sambongyaksu Mineral Water) in Gwangwon-ri, Hongcheon | 강원 홍천군 내면 광원리                                         | 강원특별자치도 홍천군, 국립자연휴양림관리소 | 2011년 1월 13일 지정                                               |      |
| 531호 |      | 인제 미산리 개인약수 (麟蹄 미산리 개인약수) (Gaeinyaksu Mineral Water in Misan-ri, Inje) | 강원 인제군 상남면 미산리 산1                                   | 강원특별자치도 인제군                       | 2011년 1월 13일 지정                                               |      |
| 532호 |      | 화천 황쏘가리 서식지 (Habitat of Golden Mandarin Fish) | 강원 화천군 화천읍 동촌리 일원                                  | 강원특별자치도 화천군                       | 2011년 9월 5일 지정                                                |      |
| 533호 |      | 부여·청양 지천 미호종개 서식지 (Habitat of Miho Spine Loaches in Jicheon Stream at Buyeo and Cheongyang) | 충남 부여군 규암면 금암리 일원, 청양군 장평면 분향리 일원       | 충청남도                                    | 2011년 9월 5일 지정                                                |      |
| 534호 |      | 진주 호탄동 익룡·새·공룡 발자국 화석산지 (晋州 호탄동 익룡·새·공룡 발자국 화석산지) (Tracksite of Pterosaurs, Birds, and Dinosaurs in Hotan-dong, Jinju)                                                                           | 경남 진주시 호탄동 산21 등                                      | 경상남도 진주시                             | 2011년 10월 14일 지정                                              |      |
| 535호 |      | 신안 압해도 수각류 공룡알 둥지 화석 (新安 압해도 수각류 공룡알 둥지 화석) (Fossil Eggs and Nest of Theropod Dinosaur from Aphaedo Island, Sinan)                                                                                   | 전남 목포시 남농로 135 (목포자연사박물관)                       | 전라남도 목포시                             | 2012년 6월 27일 지정                                               |      |
| 536호 |      | 경주 양남 주상절리군 (慶州 양남 柱狀節理群) (Columnar Joint in Yangnam, Gyeongju) | 경북 경주시 양남면 일원 공유수면                                | 경상북도 경주시                             | 2012년 9월 25일 지정                                               |      |
| 537호 |      | 포천 한탄강 현무암 협곡과 비둘기낭 폭포 (抱川 漢灘江 현무암 협곡과 비둘기낭 폭포) (Basalt Gorge and Bidulginangpokpo Falls of Hantangang River, Pocheon)                                                                           | 경기 포천시 영북면 대회산리 415-2번지 등                        | 경기도 포천시                               | 2012년 9월 25일 지정                                               |      |
| 538호 |      | 독도 사철나무 (獨島 사철나무) (Spindle Tree of Dokdo Island) | 경북 울릉군 울릉읍 독도리 30(천장굴)                            | 경상북도 울릉군                             | 2012년 10월 5일 지정                                               |      |
| 539호 |      | 광주 충효동 왕버들 군 (光州 忠孝洞 왕버들 群) (Population of Red Leaf Willows in Chunghyo-dong, Gwangju) | 광주 북구 충효동 911 등                                         | 광주광역시 북구                             | 2012년 10월 5일 지정                                               |      |
| 540호 |      | 경주개 동경이 (Donggyeongi Dog of Gyeongju) | 경북 경주시 일원                                                | 경상북도 경주시                             | 2012년 11월 6일 지정                                               |      |
| 541호 |      | 합천 해인사 학사대 전나무 (陜川 海印寺 學士臺 전나무) (Needle Fir near Haksadae Pavilion of Haeinsa Temple, Hapcheon) | 경남 합천군 가야면 치인리 산1-1 (해인사)                        | 대한불교조계종 해인사                       | 2012년 11월 13일 지정, 2020년 2월 3일 해제, 2019년 태풍(링링) 피해 |      |
| 542호 |      | 포천 아우라지 베개용암 (抱川 아우라지 베개용암) (Pillow Lava in Auraji, Pocheon) | 경기 포천시 창수면 신흥리 산209-1, 연천군 전곡읍 신답리 산98 등 | 경기도                                      | 2013년 2월 12일 지정                                               |      |
| 543호 |      | 영월 무릉리 요선암 돌개구멍 (寧越 무릉리 요선암 돌개구멍) (Potholes on Yoseonam Rock in Mureung-ri, Yeongwol) | 강원 영월군 무릉도원면 무릉리 1423                              | 강원특별자치도 영월군                       | 2013년 4월 11일 지정                                               |      |
| 544호 |      | 제주 강정동 담팔수 (濟州 江汀洞 담팔수) (Elaeocarpus of Gangjeong-dong, Jeju) | 제주 서귀포시 강정동 5647(내길이소당)                           | 제주특별자치도 서귀포시                     | 2013년 4월 26일 지정                                               |      |
| 545호 |      | 대전 괴곡동 느티나무 (大田 槐谷洞 느티나무) Saw-leaf Zelkova of Goegok-dong, Daejeon) | 대전 서구 괴곡동 985번지                                        | 대전광역시 서구                             | 2013년 7월 17일 지정                                               |      |
| 546호 |      | 제주흑우 (濟州黑牛) (Jeju Black Cattle) | 제주 제주시 노형동 315-7 등(제주축산진흥원 내)                  | 제주특별자치도                              | 2013년 7월 22일 지정                                               |      |
| 547호 |      | 포항 뇌성산 뇌록산지 (浦項 磊城山 磊綠産地) (Green Earth Pigment (Celadonite) Site in Noeseongsan Mountain, Pohang) | 경북 포항시 남구 장기면 학계리 산7-2                            | 포항시                                      | 2013년 12월 16일 지정                                              |      |
| 548호 |      | 군산 산북동 공룡과 익룡발자국 화석산지 (群山 산북동 공룡과 익룡발자국 화석산지) (Tracksite of Dinosaurs and Pterosaurs in Sanbuk-dong, Gunsan)                                                                                     | 전북 군산시 산북동 1047-17                                      | 군산시                                      | 2014년 6월 11일 지정                                               |      |
| 549호 |      | 정선 용소동굴 (旌善 龍沼洞窟) (Yongso donggul Cave, Jeongseon) | 강원 정선군 화암면 백전리 산546 외                              | 정선군                                      | 2015년 1월 16일 지정                                               |      |
| 550호 |      | 제주흑돼지 (濟州黑돼지) (Jeju Black Pig) | 제주 제주시                                                     |                                             | 2015년 3월 17일 지정                                               |      |
| 551호 |      | 당진 면천 은행나무 {唐津 沔川 은행나무) (Ginkgo Tree of Myeoncheon, Dangjin) | 충남 당진시 면천면 동문1길 3 등(성상리 772-1 등)                | 당진시청                                    | 2016년 9월 6일 지정                                                |      |
| 552호 |      | 거문오름 용암동굴계 상류동굴군(웃산전굴, 북오름굴, 대림굴) (거문오름 熔岩洞窟系上流洞窟群(웃山全窟, 北오름窟, 大林窟)) (Volcanic Caves of the Upper Geomunoreum Lava Tube system(Utsanjeongul, Bukoreumgul, Daerimgul Lava Tubes)) | 제주 제주시 구좌읍 덕천리 910임 외                              | 제주특별자치도(제주특별자치도지사)          | 2017년 1월 4일 지정                                                |      |
| 553호 |      | 서산 송곡서원 향나무 (瑞山 松谷書院 향나무) (Chinese Junipers of Songgokseowon, Confucian Academy, Seosan) | 충남 서산시 인지면 애정리 494번지                               | 충청남도 서산시                             | 2018년 5월 3일 지정                                                |      |
| 554호 |      | 강릉 현내리 고욤나무 (江陵縣內里고욤나무) (Date Plum of Hyeonnae-ri, Gangneung) | 강원 강릉시 옥계면 현내리 445번지 외 5필지                      | 강원특별자치도 강릉시                       | 2018년 8월 29일 지정                                               |      |
| 555호 |      | 포천 초과리 오리나무 (抱川 初果里 五里木) (Alder Tree of Chogwa-ri, Pocheon) | 경기 포천시 관인면 초과리 664번지                               | 포천시                                      | 2019년 9월 5일 지정                                                | ,    |
| 556호 |      | 정선 봉양리 쥐라기역암 (旌善 鳳陽里 쥐라기礫岩) (Bongyangli Jurassic Conglomerate, Jeongseon) | 강원 정선군 정선읍 봉양리 919 외                                | 강원 정선군                                 | 2019년 10월 2일 지정                                               | ,    |
| 557호 |      | 정선 화암동굴 (旌善 畵岩洞窟) (Hwaamgul Cave, Jeongseon) | 강원 정선군 화암면 화암리 248 외                                | 강원 정선군                                 | 2019년 10월 2일 지정                                               | ,    |
| 558호 |      | 문경 장수황씨 종택 탱자나무 (聞慶 長水黃氏 宗宅 탱자나무) (Trifoliate Orange at the Head House of the Jangsu Hwang Clan, Mungyeong)                                                                                                | 경북 문경시 산북면 대하리 460-6 외                              | 장수황씨사정공파종중                        | 2019년 12월 27일 지정                                              | ,    |
| 559호 |      | 상주 두곡리 뽕나무 (尙州 豆谷里 뽕나무) (Mulberry of Dugok-ri, Sangju) | 경북 상주시 은척면 두곡리 324 외                                | 경상북도 상주시                             | 2020년 2월 3일 지정                                                | ,    |
| 560호 |      | 담양 태목리 대나무 군락 (潭陽 台木里 대나무 群落) (Population of Bamboos in Taemok-ri, Damyang) | 전남 담양군 대전면 태목리 656-2 외                              | 전라남도 담양군                             | 2020년 11월 9일 지정                                               |      |
| 561호 |      | 포항 흥해향교 이팝나무 군락 (浦項 興海鄕校 이팝나무 群落) (Population of Retusa Fringe Trees of Heunghaehyanggyo, Pohang) | 경북 포항시 북구 동해대로 1548-10 (흥해읍)                      | 경상북도 포항시                             | 2020년 12월 7일 지정                                               |      |
| 562호 |      | 인천 장수동 은행나무 (仁川 長壽洞 銀杏나무) (Ginkgo Tree of Jangsu-dong, Incheon) | 인천 남동구 장수동 63-6번지                                     | 인천광역시                                  | 2021년 2월 8일 지정                                                |      |
| 563호 |      | 정읍 내장산 단풍나무 (井邑 內藏山 丹楓나무) | 전라북도 정읍시                                                 |                                             | 2021년 8월 9일 지정                                                |      |
| 564호 |      | 부여 가림성 느티나무 (扶餘 加林城 느티나무) | 충청남도 부여군                                                 |                                             | 2021년 8월 9일 지정                                                |      |
| 565호 |      | 사천 선전리 백악기 나뭇가지 피복체 산지 (泗川 仙田里 白堊紀 나뭇가지 被覆體 産地) | 경상남도 사천시                                                 |                                             | 2021년 8월 13일 지정                                               |      |
| 566호 |      | 진주 정촌면 백악기 공룡·익룡발자국 화석산지 | 경상남도 진주시                                                 |                                             | 2021년 9월 29일 지정                                               |      |
| 567호 |      | 영양 송하리 졸참나무와 당숲 (英陽 松下里 졸참나무와 당숲) | 경상북도 영양군                                                 |                                             | 2021년 11월 17일 지정                                              |      |
| -     |      | 정선 봉양리 뽕나무 (旌善 鳳陽里 뽕나무) | 강원특별자치도 정선군                                           |                                             | 2021년 12월 30일 지정                                              |      |
| -     |      | 연천 임진강 두루미류 도래지 (漣川 臨津江 두루미類 渡來地) | 경기도 연천군 중면 횡산리 1194-1 일원                           | 국토교통부                                  | 2022년 5월 12일 지정                                               |      |
|       |      | 세종 임난수 은행나무 (世宗 林蘭秀 은행나무) | 세종특별자치시 세종동 88-5번지 외 7필지                         | 부안임씨전서공파종중                        | 2022년 5월 12일 지정                                               |      |
|       |      | 창원 북부리 팽나무 (昌原 北部里 팽나무) | 경상남도 창원시 의창구 대산면 북부리 102 -1                     | 창원시                                      | 2022년 10월 7일 지정                                               |      |
|       |      | 청와대 노거수 군 (靑瓦臺 老巨樹 群) | 서울특별시 종로구 청와대로 1(종로구, 청와대)                    | 대한민국 정부                               | 2022년 10월 7일 지정                                               |      |
|       |      | 화성 뿔공룡(코리아케라톱스 화성엔시스) 골격 화석 (華城 뿔恐龍(코리아케라톱스 화성엔시스) 骨格 化石) | 경기도 화성시 공룡로 659 (송산면, 공룡알화석산지방문자센터)     | 화성시                                      | 2022년 10월 7일 지정                                               |      |
|       |      | 창원 북부리 팽나무(昌原 北部里 팽나무) | 경상남도 창원시 의창구 대산면 북부리 102 -1                     | 경상남도 창원시                             | 2022-10-07                                                         |      |
|       |      | 포항 금광리 신생대 나무화석 | 대전광역시 서구                                                 | 대전광역시 서구                             | 2023-01-27                                                         |      |
|       |      | 포항 오도리 주상절리 | 경상북도 포항시 북구 흥해읍 오도리 산 91 일원                   | 경상북도 포항시                             | 2023-08-17                                                         |      |
|       |      | 부안 위도 진리 대월습곡 | 전라북도 부안군 위도면 진리 산 271                              | 전북특별자치도 부안군                       | 2023-10-12                                                         |      |
|       |      | 포항 금광동층 신생대 화석산지 | 경상북도 포항시                                                 | 경상북도 포항시                             | 2023-12-28                                                         |      |
|       |      | 영월 분덕재동굴 | 강원특별자치도 영월군 영월읍 영흥리 산 98 외                    | 강원특별자치도 영월군                       | 2024-02-19                                                         |      |
|       |      | 신안 만재도 주상절리 | 전라남도 신안군 흑산면 만재도리 산 100 일원                     | 전라남도 신안군                             | 2024-06-18                                                         |      |
|       |      | 군산 하제마을 팽나무 | 전북특별자치도 군산시 옥서면 선연리 산 205                      | 전북특별자치도 군산시                       | 2024-10-31                                                         |      |
|       |      | 부여 석성동헌 탱자나무 | 충청남도 부여군 석성면 석성리 764-3                             | 충청남도 부여군                             | 2024-10-31                                                         |      |
|       |      | 한라산 모세왓 유문암질 각력암 지대 | 제주특별자치도 서귀포시 서홍동 산 1-1 일대                      | 제주특별자치도 서귀포시                     | 2025-07-15                                                         |      |

## 같이 보기
- 대한민국의 문화재
- 대한민국의 국보
- 대한민국의 보물
- 대한민국의 사적
- 대한민국의 명승
- 대한민국의 국가무형문화재
- 대한민국의 중요민속문화재

## 참고자료
- 이 문서에는 다음커뮤니케이션(현 카카오)에서 GFDL 또는 CC-SA 라이선스로 배포한 글로벌 세계대백과사전의 내용을 기초로 작성된 글이 포함되어 있습니다.
- 문화재청 - 문화재 검색